# Польське товариство любителів астрономії
Польське товариство любителів астрономії (пол. Polskie Towarzystwo Miłośników Astronomii) — польське наукове товариство, засноване в 1921 році. Першим головою Товариства був доктор наук, професор Феліціан Кенпінський (1921—1922).

## Опис діяльності
Відповідно до Статуту, метою створення та діяльності даного Товариства є:
- розвиток і поширення знань про Всесвіт шляхом об'єднання професіоналів та любителів астрономії і суміжних наук;
- інформування та ознайомлення членів Товариства з останніми досягненнями в області астрономічних знань;
- популяризація астрономічних знань серед найширших верств суспільства, в тому числі серед молоді[3].

### Склад
До складу Товариства входять 19 регіональних філій і 9 наукових секцій.

### Видавнича робота
З 1922 по 1997 рік Товариство видавало астрономічний журнал «Urania», який в 1998 році об'єднався з журналом «Postępy Astronomii», періодичним виданням Польського астрономічного товариства, і відтоді виходить друком спільно під об'єднаною назвою «Urania – Postępy Astronomii». У журналі публікуються статті з астрономії, астрофізики, а також тематичні огляди книг і наукових публікацій.

### Сьогодення
З 2015 року Товариство є членом міжнародної організації Astronomers Without Borders.
Головою Товариства є Мечислав Януш Ягла.
Актуальна інформація про діяльність Товариства публікується на сайті www.ptma.pl.